# Schwarzfleckenkrankheit der Fische

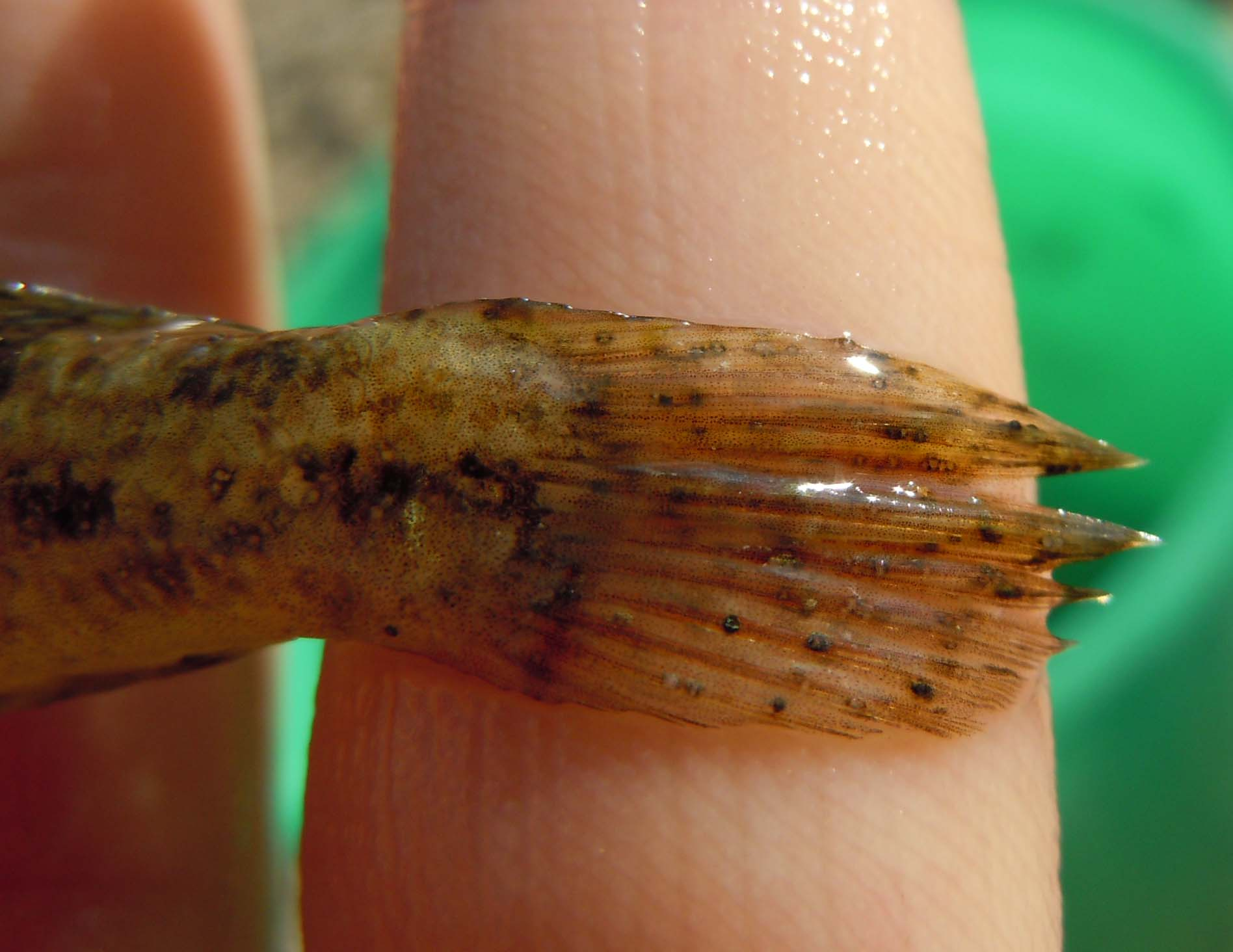
Schwarzfleckenkrankheit bei einer Schwarzmund-Grundel infolge der Infektion mit Cryptocotyle spp.

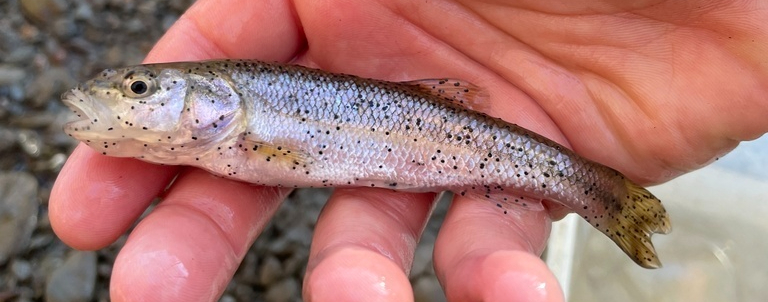
Schwarzfleckenkrankheit bei einem Bachdöbel (Semotilus atromaculatus) infolge Infektion mit Posthodiplostomum cuticola

Die Schwarzfleckenkrankheit der Fische ist eine Parasitose, die durch kleine schwarze runde Flecken in der Haut gekennzeichnet ist. Sie wird durch das zweite Larvenstadium verschiedener Saugwürmer hervorgerufen. Zu den möglichen Verursachern gehören bei Süßwasserfischen vor allem Apophallus-Arten, Posthodiplostomum-Arten (in Europa vor allem Posthodiplostomum cuticola), Ascocotyle-Arten, Uvulifer-Arten und Crassiphiala bulboglossa, bei Meeres- und Brackwasserfischen vor allem Cryptocotyle-Arten.
Fische sind zweiter Zwischenwirt dieser Saugwürmer. Erster Zwischenwirt sind Schnecken, in denen sich die Zerkarien entwickeln. Sie verlassen die Schnecke und gelangen freischwimmend zu Fischen. Sie durchbohren deren Haut und dringen in die Unterhaut und Unterhautmuskulatur ein. Hier entwickeln sie sich zum infektiösen Stadium, der Metazerkarie. Diese kapselt sich unter Bildung eine Protease- und säurefesten Kapsel ab. Das Immunsystem der Fische reagiert mit einer Entzündungsreaktion mit Bildung einer Bindegewebskapsel und Ansammlung von pigmentbildenden Zellen (Melanophoren). Die Flecken entwickeln sich bei 20 °C innerhalb eines Monats nach der Infektion.
Posthodiplostomum cuticola befällt vor allem Karpfenfische, kann aber offenbar über 50 Fischarten als Zwischenwirt nutzen. Seine Zysten haben einen Durchmesser von 0,7 bis 1 mm. Die Zysten von Apophallus-Arten sind mit 0,14 bis 0,28 mm deutlich kleiner.
Zur Diagnostik können die schwarzen Flecken eröffnet werden und die Metazerkarien mikroskopisch nachgewiesen werden. Eine Behandlung ist nicht notwendig, da die Schadwirkung für den Fisch äußerst gering ist. Zur Vorbeugung ist in der Teichwirtschaft die Bekämpfung des ersten Zwischenwirts, also der Schnecken angezeigt.